# Магдалена (река)
Магдалена (шп. Rio Magdalena) је река у Јужној Америци, најдужа у Колумбији. Извире у Северним Андима у Колумбијском масиву и представља удолину између Источних и Централних Кордиљера. Тече према северу на дужини од 1.540 km. Укупна површина њеног слива је око 260.000 km², а просечна проток око 7.000 km³/s. Прима неколико притока на свом току, од којих су најзначајније Каука са леве и Сесар са десне стране (мада је по некима Магдалена притока Кауке). У долини Магдалене налази се неколико насеља, Неива, Пуерто Берио, Ла Глорија и град Баранкиља у самој делти на ушћу у Карипско море. У доњем делу тока река формира велику равницу која се делтасто шири ка ушћу и често је плављена и замочварена.

## Курс
Река Магдалена је највећи речни систем северних Анда, са дужином од 1.612 km. Њени извори су на југу Колумбије, где се Андски подопсег Централних и Оријенталних Кордиљера раздваја, у департману Хуила. Река тече источно, и затим северно у великој долини између две Кордиљере. Она достиже до обалске равнице на око девет степени северно, затим иде на запад око 100 km (62 mi), а затим поново на север, достижући Карипско море у граду Баранкиља у зони познатој као Бокас де Сениза.

## Флора и фауна

### Риба
Слив реке Магдалене, који обухвата реку Каука и друге притоке, веома је богат рибом. Према подацима из 2008. из слива је познато 213 врста риба. Од тада је описано неколико нових врста из басена, као што је пет из рода Hemibrycon у 2013, две из рода Ancistrus у 2013, и једна из рода Farlowella у 2014. Међу најпознатијим врстама у басену су Kronoheros umbriferus, Ctenolucius hujeta, Geophagus steindachneri, Ichthyoelephas longirostris, Panaque cochliodon, Pimelodus blochii, Potamotrygon magdalenae, Prochilodus magdalenae, Pseudoplatystoma magdaleniatum и Salminus affinis. Око 55% рибљих врста у сливу је ендемско, укључујући четири ендемска рода: сом Centrochir и Eremophilus, и харациди Carlastyanax (често укључен у Astyanax) и Genycharax. Уопштено гледано, рибља фауна показује везе са околним басенима, посебно Атрато и Маракаибо, и у мањој мери и Амазон-Ориноко.
Најпродуктивније риболовне области у Колумбији су у овом басену, али је дошло до драстичног смањења годишње приноса са падом од око 90% између 1975. и 2008. године. Примарне претње су загађење (као што је људски отпад, рударство, пољопривреда и крчење шума које изазивају нанос муља) и губитак станишта (услед изградње брана). Недавно су израђене додатне брана, укључујући Ел Куимбо (отворена 2015. године) и Итуанго (стављена у функцију 2022. године), што је изазвало одређене контроверзе. Као резултат загађења, тешки метали су такође откривени у неким комерцијално важним рибама у реци. Према подацима из 2002. године, 19 врста риба у сливу реке је препознато као угрожено.

### Друге животиње
Река Магдалена и њена долина прелазе широк спектар екосистема, као што је парамо у свом изворишту, сува шума у горњем делу њене долине, прашума у њеном средњем току, и мочваре у доњем току. Обични кајман, зелена игуана и смеђи пеликан су изобилни овим екосистемима, али друге животињске врсте као што су северноамерички ламантин, магдаленски тинаму, Тодов папагај, амерички крокодил, колумбијски клизач, магдаленска речна корњача, Далова жаболика корњача и црвенонога корњача су у опасности од изумирања.
Поред тога, постоји могући ризик који представља инвазивни нилски коњ. Првобитно увезени од стране Пабла Ескобара, ови нилски коњи су постали дивљи након његове смрти, и од тада су се проширили изван свог првобитног дома на Хациенди Наполес у оближње регионе реке Магдалене.

## Историја
Због свог географског положаја на северу Јужне Америке, река Магдалена је од претколумбовских времена била правац ка унутрашњости данашње Колумбије и Еквадора. Неколико народа који говоре карипске језике, као што су Панче и Јаригуи, продрли су кроз западну обалу реке, док је њен источни део био насељен цивилизацијом Муиска, која је названа река Јума.
Исто тако, шпански конквистадори који су стигли у данашњу Колумбију почетком 16. века користили су реку да уђу у дивљу и планинску унутрашњост након што је Родриго де Бастидас открио и назвао реку 1. априла 1501. Током шпанске колонизације Америке, река је била једина транспортна веза која је повезивала Боготу са карипском луком Картахена де Индијас, а самим тим и са Европом.
Магдаленска кампања Пјера Лабатута и Симона Боливара одвијала се дуж реке Магдалене.
Године 1825, Конгрес Колумбије је доделио концесију за успостављање парне пловидбе у реци Магдалени Хуану Бернарду Елберсу,, али се његова компанија затворила убрзо након тога. До 1845. године, пароброди су редовно саобраћали реком све до 1961. године, када су последњи пароброди престали да раде.

## У масовним медијима
Највећи део филма Љубав у доба колере одвија се у историјском, зидинама ограђеном граду Картахени у Колумбији. Неки снимци екрана приказују реку Магдалену и планински венац Сијера Невада де Санта Марта.
Генерал у свом лавиринту, Габријела Гарсије Маркеса, је фикционализован приказ последњег путовања Симона Боливара низ реку Магдалену, где поново посећује многе градове и села дуж реке.
У делу Магдалена: Река снова (Кнопф, 2020), канадски писац, антрополог и истраживач Вејд Дејвис путује дуж реке чамцем, пешке, аутомобилом и на коњу комбинујући описе природе са епизодама из колумбијске историје.

## Галерија
- Хонда град у сливу Магдалене
- Нафта лука
- Магдалена у близини Баранкиље